# 山響部屋

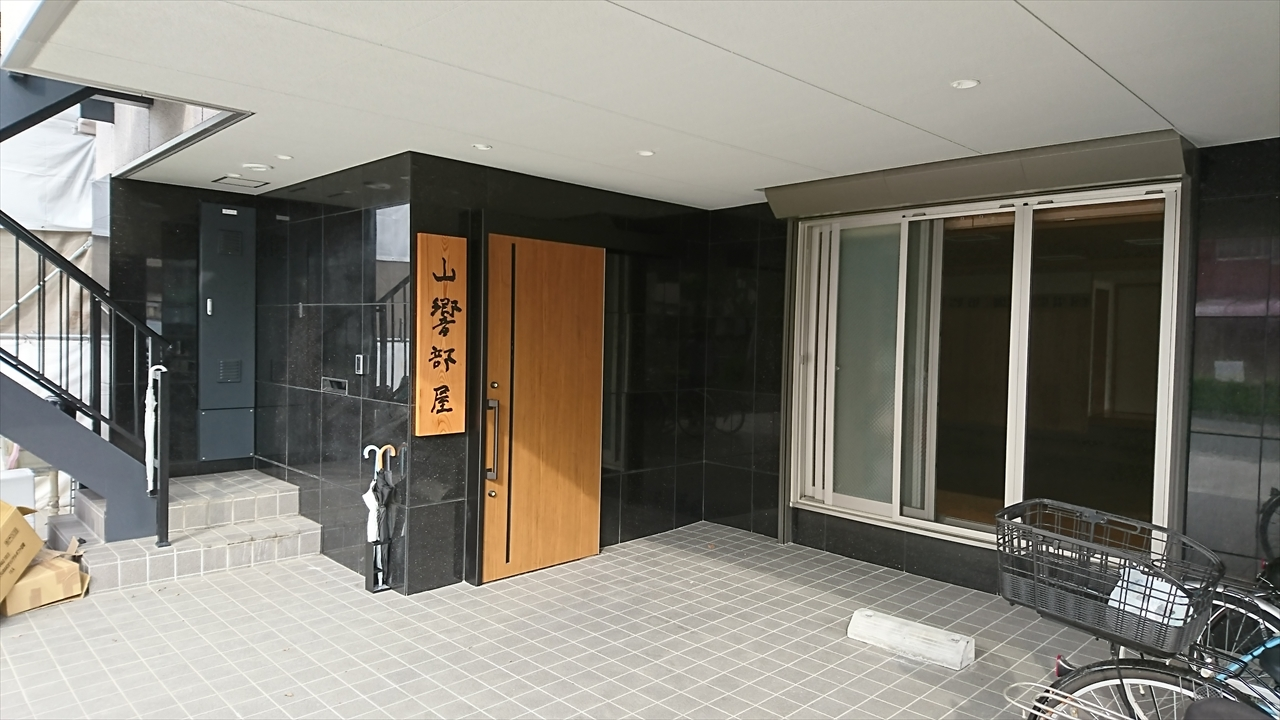
山響部屋

山響部屋（やまひびきべや）は、日本相撲協会所属で出羽海一門の相撲部屋。ここではその前身の北の湖部屋についても記す。

## 歴史

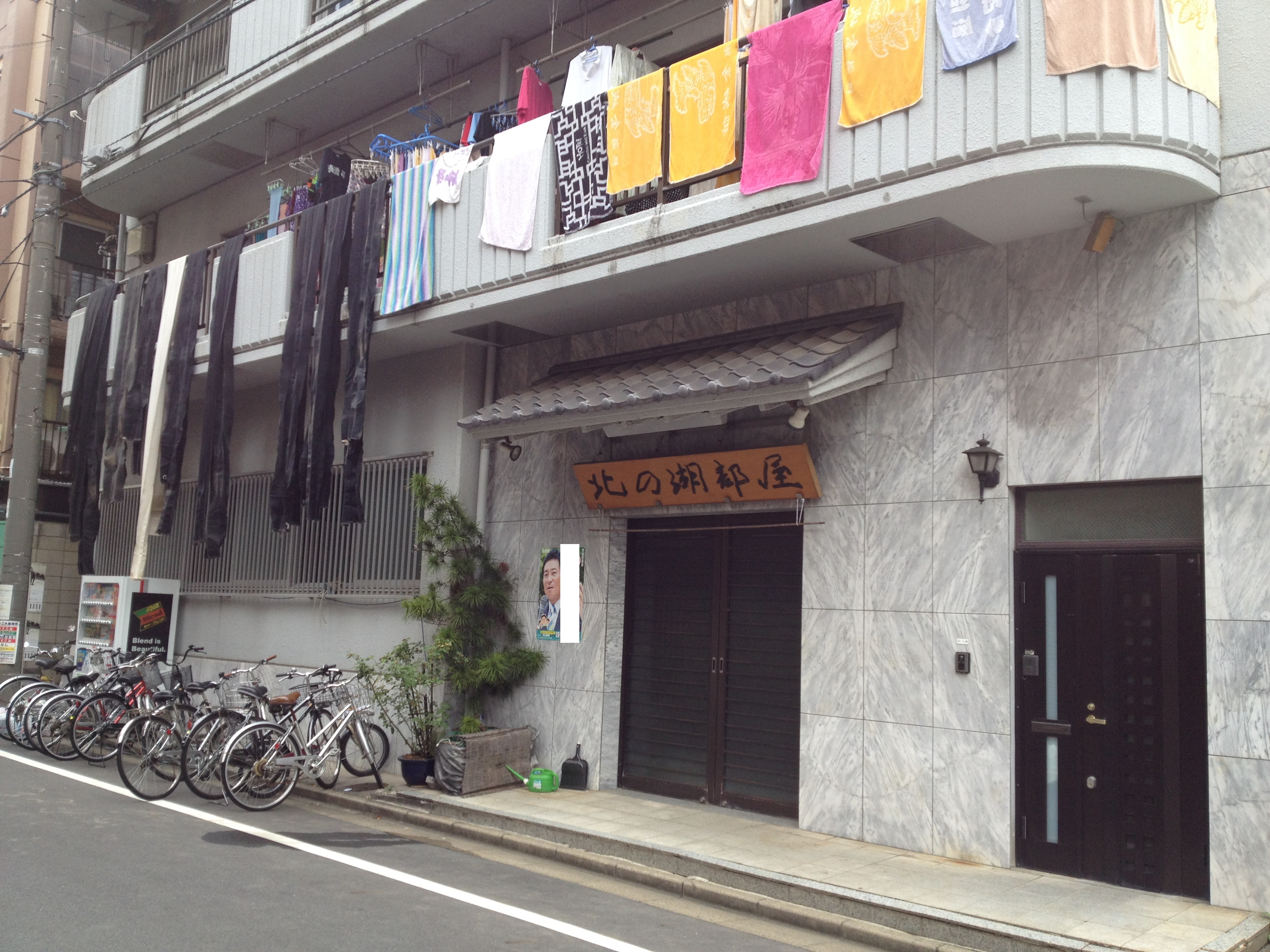
北の湖部屋（2014年）

1985年（昭和60年）1月場所限りで現役引退した三保ヶ関部屋所属の横綱・北の湖は、一代年寄・北の湖となり、同年12月1日に三保ヶ関部屋から分家独立して北の湖部屋を創設した。
初関取は1991年（平成3年）11月場所における太晨で、以降14人の関取を輩出した。長らく三役力士が誕生しなかったものの、2012年3月場所において臥牙丸（木瀬部屋から移籍）が小結に昇進し、部屋創設から27年にして初の三役力士となった。
2006年6月24日には北の湖の弟弟子であった13代二十山（元大関・北天佑）の死去による二十山部屋の閉鎖に伴い、所属力士11人と呼出1人を引き取った。
2008年に発覚した大相撲力士大麻問題では、十両・白露山の大麻取締法違反の容疑で、同年9月2日深夜から3日未明にかけて警視庁の家宅捜索を受け、同年9月8日には白露山が日本相撲協会からの解雇処分を受けた（白露山は旧二十山部屋からの預かり弟子だった。「力士」項目参照）。
2010年5月29日には一門の木瀬部屋が師匠の11代木村瀬平（元幕内・肥後ノ海、北の湖の弟弟子）の不祥事により木瀬部屋が閉鎖処分となったことに伴い、同年5月31日に11代木瀬および所属力士27人を引き取った。これにより北の湖部屋は所属力士47人（番付外1人含む）となり、この時点で全相撲部屋中最多の力士が所属する部屋となった。2012年4月1日には木瀬部屋の再興が認められ、北の湖部屋の部屋付き親方となっていた11代木瀬と力士26人が再び木瀬部屋へと移籍した。この時、閉鎖期間中に北の湖部屋へ入門した常幸龍らも移籍した。
2013年1月には、部屋付き親方である26代小野川（元幕内・北桜）が9代式守秀五郎を襲名して式秀部屋を継承した。
2015年11月20日（11月場所13日目）、師匠である北の湖が急逝。本場所実施中の緊急措置として部屋付き親方である20代山響（元幕内・巌雄）が師匠代行をつとめたのち、同年11月30日に理事会において20代山響が部屋の師匠に就任することを承認した。これに伴い、同日に部屋の名称が山響部屋へと変更され、幕内・北太樹など所属力士16人・行司2人・呼出3人・床山1人はそのまま山響部屋の所属となった。
山響部屋となって当初、部屋の施設は北の湖部屋のものを使用しており、以前の北の湖部屋の看板は稽古場に掲げられていたが、2017年4月29日に移転した。
2021年3月場所は、場所前の力士・親方のPCR検査で部屋付きの29代小野川の2019年新型コロナウイルス感染（無症状）が判明したことにより、山響部屋の力士15人全員が休場となった。

## 所在地
- 東京都江東区東砂6-6-3
- 東京メトロ東西線南砂町駅徒歩10分

## 師匠
北の湖部屋時代
- 一代：北の湖敏満（きたのうみ としみつ、第55代横綱、北海道）
- 山響謙司（やまひびき けんじ、前1・巌雄、兵庫）※北の湖死去に伴う師匠代行

山響部屋時代
- 20代：山響謙司（やまひびき けんじ、前1・巌雄、兵庫）

## 部屋付き親方
- 小野川 明義 （おのがわ あけよし、前2・北太樹、東京）

## 力士

### 現役の関取経験力士
- 北磻磨聖也（前15・兵庫）北の湖弟子、20代山響弟子
- 鳰の湖真二（前16・滋賀）北の湖弟子、20代山響弟子

### 幕内

#### 小結
- 臥牙丸勝（グルジア）北の湖弟子 ※木瀬部屋から移籍
  - 再び木瀬部屋へ移籍

#### 前頭
- 巌雄謙治（前1・兵庫）北の湖弟子
- 北太樹明義（前2・東京）北の湖弟子、20代山響弟子
- 北桜英敏（前9・広島）北の湖弟子
- 白露山佑太（前2・ロシア）北の湖弟子 ※二十山部屋から移籍
- 清瀬海孝行（前13・愛知）北の湖弟子 ※木瀬部屋から移籍

### 十両
- 金親和憲（十2・神奈川）北の湖弟子 ※三保ヶ関部屋から移籍
- 須佐の湖善誉（十2・愛知）北の湖弟子
- 太晨光真（十9・大阪）北の湖弟子※三保ヶ関部屋から移籍
- 德勝龍誠（十6・奈良）北の湖弟子 ※木瀬部屋から移籍
  - 再び木瀬部屋へ移籍後、2020年1月場所幕内優勝（平幕優勝）、最高位前頭2
- 德真鵬元久（十7・三重）北の湖弟子 ※木瀬部屋から移籍
  - 再び木瀬部屋へ移籍後、最高位十両6
- 明瀬山光彦（十7・愛知）北の湖弟子 ※木瀬部屋から移籍
  - 再び木瀬部屋へ移籍後、最高位前頭12

### 幕下
- 大露羅敏（下43・ロシア）北の湖弟子、20代山響弟子
- 佐久間山貴之（東京）北の湖弟子 
  - 木瀬部屋へ移籍後、 常幸龍貴之に改名し、最高位小結
- 肥後ノ城政和（熊本）北の湖弟子 
  - 木瀬部屋へ移籍後、最高位十両9
- 亀井貴司（香川）北の湖弟子 
  - 木瀬部屋へ移籍後、希善龍貴司に改名し、最高位十両11
- 笹ノ山喜悌（青森）北の湖弟子 
  - 木瀬部屋へ移籍後、大成道喜悌に改名し、最高位十両12